# 사랑하는 소행성
《사랑하는 소행성》(일본어: 恋する小惑星 고이스루 아스테로이도[*])은 Quro가 지은 일본의 4컷 만화다. 고등학교의 지학부를 무대로, 소행성을 찾고 싶다는 꿈을 가진 주인공과 그 주위의 여학생들의 청춘 이야기다. 《망가 타임 키라라 캐럿》(호분샤)에서 2017년 3월호부터 2024년 8월호까지 연재되었다. 약칭은 '코이아스'(恋アス).

## 작풍
원래 《망가 타임 키라라 캐럿》2015년 8월호부터 9월호에 걸쳐 전 2화의 단편으로서 게재된 저자의 상업 데뷔작 《오리히메 넘버 2》가 호평을 받았고, 그 후 다른 작품의 게재를 거쳐 이 잡지에서 연재를 갖기로 결정되었을 때, 《오리히메》로부터 고등학교 지학부가 무대라고 하는 소재를 이어받아 리메이크한 것이 본작이다. 전작 《오리히메》의 등장인물 중 일부는 저자가 고교 시절 지학부 부원을 모델로 했지만, 본작에서는 《오리히메》에서 등장인물과 설정이 새롭게 소녀들이 뚜렷한 꿈이나 목표를 갖고 이를 이루려는 이야기성이 중시되었다.
저자인 Quro는 지학부에 재적하고 있었다는 자기자신의 동아리 활동 경험에 대해, 방과후에 놀거나 과자를 먹거나 하는 장소를 확보하기 위해, 폐부가 되어 있던 지학부의 부실을 탈취한다는 친구의 계획에 탄 것만으로, 놀기만 했던 동아리 활동의 실제 체험이 만화에 반영되어 있는 부분은 적다고 술회했다. 또한 Quro 자신은 지질학 등 천문학 이외의 지학 분야에는 밝지 않고, 연재가 시작된 이후에 조사하면서 그리고 있다고 말하고 있지만, 천문학에는 원래 흥미를 가지고 있고, 또한 쓰쿠바시의 고에너지가속기연구기구(KEK)에서 홍보 일을 하던 전 경력에서, 자료를 조사하여 다수의 사람들에게 정확한 지식을 전달하는 것을 중시하고 있다고 말했다. Quro는 본작을 학습 만화로 그릴 생각은 없다고 하지만, 여러 분야의 학문이 연결되어 있는 것을 본작으로 그리는 것을 목표로 하고 있다고 한다.

## 줄거리
어렸을 때, 마을의 캠프에 참가했던 코노하타 미라는 아오라고 자칭하는 또래의 아이를 만난다. 보이쉬한 외모의 아오를 소년이라고 착각한 미라는, 둘이서 밤하늘을 보고 있는 동안, 자신과 같은 이름의 별이 있는 것, 아오라는 이름의 별이 없다는 것을 알고, 언젠가 둘이서 새로운 소행성을 발견하고 그 별에 아오의 이름을 붙인다는 약속을 나누고 헤어진다.
시간은 흘러 2017년, 호시자키 고등학교에 입학한 미라.소중한 추억으로 남아있던 어린 시절의 약속을 이루기 위해 천문부에 입부하려고 했지만 그해부터 천문부는 지질연구회와 합병해 지학부가 됐다는 사실을 알고 충격을 받는다. 우주 쪽에서 보면 지구 땅이나 천체의 별이나 마찬가지라는 해석에 수긍해 마지못해 지학부 문을 두드렸지만 그곳에서 함께 소행성을 찾겠다는 약속을 했던 마나카 아오와 재회한다. 남자아이라고 생각했던 아오가 여자아이라는 것을 알고 이중으로 충격을 받은 미라. 아오 또한 미라와의 약속을 소중히 여겼음을 알게 된다. 이렇게 천문반 선배 모리노 마리(먼로), 지질반 선배 이노세 마이(이노), 사쿠라이 미카게(사쿠라) 등과 함께 미라와 아오가 지학부 활동을 시작한다.
처음에는 서로의 활동에 지식이나 관심이 없고 기풍도 달랐던 천문반과 지질반이지만 학교 밖에서의 실지 조사나 옥상에서의 천체관측, 합숙 등 행동을 함께하며 각자의 전문분야를 가르치면서 서로의 분야에 대해 자세히 알게 된다. 미라의 소꿉친구로 요리에 정통한 스즈야 모에, 미라의 언니이자 학생회장을 맡은 코노하타 미사라고 하는 미라의 주변 사람들도, 부원은 되지 않지만, 미라를 통해서 지학부의 활동을 지원한다. 소행성을 발견한다는 미라나 아오 같은 고교생에게는 뜬구름 잡는 목표도, 미라와 아오의 입부 동기를 알아보지 못했던 고문 엔도 유키가 학생 시절 고교생을 향한 천체 발견 워크숍에 참가한 경험이 있음을 상기한 것이 계기로 내년도 워크숍에 참가하기 위한 선발에 합격한다는 구체적인 목표를 얻는다.

## 등장인물

### 지학부와 그 관계자
주요 등장 인물들이 소속된 고등학교 클럽 활동으로서 지구과학 전반의 잡다한 학문을 다루는 부다. 이야기 개시년에 천문부와 지질연구회의 합병에 의해 설립되었다.
코노하타 미라(木ノ幡 みら)
성우 - 타카야나기 토모요
주인공. 천문반 1학년(작중 1년차). 어릴 적 아오와 만나 함께 소행성을 찾기로 약속하고 그 이후 아오의 영향을 받아 천문학에 흥미를 가지게 된다. 천진난만하고 깊이 생각하지 않고 행동하는 성격. 그림 그리는 게 특기다. 자작 연애 만화를 그린 적도 있고 거기에는 아오를 모델로 한 인물이 등장한다. 남에게 별명을 지어주는 데 능숙해 합병 초기 서로 딱딱하게 성과 직급으로 부르던 부원들도 친근하게 그녀가 만든 별명으로 부르게 된다.
키 155 cm. 6월 13일생. 쌍둥이자리(쌍아궁).
마나카 아오(真中 あお)
성우 - 야마구치 메구미
천문반 1학년(작중 1년차). 말수가 적은 얌전한 성격의 여자아이. 과거에 미라와 소행성을 찾기로 약속했던 사람. 이름과 짧은 머리 때문에 미나와 처음 만났을 때는 남자아이로 착각당했었다. 미라를 잊지 않으려고 가방에 고래 마스코트를 달고 있다. 예전에는 수다스러운 성격이었지만 초등학교 시절 부끄러운 말실수를 당한 경험 때문에 말하기가 서툴러졌다. 그 때문에 주위에게 쿨한 것처럼 보이지만, 모두를 생각하면 웃는 얼굴이 된다.
키 158센티미터. 5월 25일생. 쌍둥이자리(쌍아궁).
이노세 마이(猪瀬 舞)
성우 - 사시데 마리아
지질반 2학년(작중 1년차). 사람을 잘 따르는 성격. 원래는 지학보다 지리학이 관심의 대상이었으나 지질연 부실 앞에서 지질도를 소개받은 것을 계기로 관련 분야로서의 흥미로 입부한다. 지리학에 대한 흥미는 동아리 활동의 일환이 아니라 개인적인 취미로 파악하고 있지만 지도의 화제가 되면 이야기가 멈추지 않게 된다. 미라로부터의 별명은 이노 선배.
저자인 Quro에 따르면 등장인물 중에서도 독자들의 인기가 높다.
키 145 cm. 9월 12일생. 처녀자리(처녀궁).
사쿠라이 미카게(桜井 美景)
성우 - 토야마 나오
모리노 마이와는 대조적으로 진지하고 이기적인 성격이어서 조금 심한 말투를 쓰는 경우도 많다. 다만 여동생 치카게에게 나중에 가정에서는 항상 지학부원 모두를 매우 즐겁고 좋은 멤버라고 평가해 화제로 삼았던 사실이 폭로되었다. 미라로부터의 별명은 사쿠라 선배.
키 160 cm. 7월 20일생. 게자리(거해궁).
모리노 마리(森野 真理)
성우 - 우에사카 스미레
천문반 3학년으로(작중 1년차) 지학부 초대 부장. 합병 전 천문부에서는 바니걸 코스프레로 문화제 호객행위를 하고 있었다. 부장으로서 부원들을 아우르는 입장에 있고, 본인도 그것에 보람을 느끼고 있다. 미라의 별명은 먼로 선배로 이름과 왼쪽 뺨의 점과 풍만한 가슴이 마릴린 먼로를 연상시키기 때문이라고 언급되었다.
키 162 cm. 2월 19일생. 물병자리(보병궁).
스즈야 모에(鈴矢 萌)
성우 - 우에다 레이나
미나의 소꿉친구로 작중 1년차에는 동급생. 빵집 '스즈야 베이커리'의 간판 아가씨로 가업의 도움이 바쁘기 때문에 지학부에는 입부하고 있지 않았다. 가업을 돕고 있을 때는 단골 손님으로부터 모에모에라는 애칭으로 불리고 있지만, 본인은 싫어하기 때문에 미라에게 스즈라는 별명이 붙여졌다.
키 165 cm. 10월 2일생. 천칭자리(천칭궁).
엔도 유키(遠藤 幸)
성우 - Lynn
지학부 고문. 천문부와 지질연구회가 지학부에 합병되기 전에도 양측 고문을 겸임했다. 부원들에게 바비큐나 합숙 등을 기획한다. 극중의 약 10년전 2007년에, 고교생을 위한 신천체 발견 프로그램 '키라호시 챌린지'에 참가한 경험이 있다. 고교생의 무렵은 성실하고 표정이 굳은 인상의 소녀였다.
키 165 cm. 8월 10일생. 사자자리(사자궁).
나나미 유우(七海 悠)
성우 - 모로호시 스미레
원작에서는 작중 2년째의 제3권 제32화(텔레비전 애니메이션판 제9화)로부터 치카와 함께 지학부의 신입 부원으로서 등장. 1학년(작중 2년차). 지학부에 입부한다.
사쿠라이 치카게(桜井 千景)
성우 - 코하라 코노미
원작 단행본에서는 제3권 프롤로그부터 등장. 나나미 유우와 함께 신입 부원이 되는 1학년.

### 신문부
원작 제2권 제17화(TV 애니메이션판 제5화)에서 등장. 지학부 윗층 바로 위의 방에 동아리방을 가진 부다. 원작에서는 성으로 불리고 있어, 단행본 제2권의 인물 소개에서도 이름이 밝혀지지 않았지만, 텔레비전 애니메이션판의 엔드 크레딧에서 풀네임이 밝혀졌다.
이베 사유리(伊部 小百合)
성우 - 코가 아오이
키 145 cm. 11월 11일생. 전갈자리(천갈궁).
우사미 아야노(宇佐美 綾乃)
성우 - 나카지마 메구미
키 160 cm. 4월 12일생. 양자리(백양궁)

### 야구부
하루노 히마리(晴野 陽鞠)
성우 - 하야세 마리카
야구부의 매니저.

### 주요 등장인물의 가족들
코노하타 미사(木ノ幡 みさ)
성우 - 후치가미 마이
학생회장으로, 모두의 2살 연상 언니. 학교에서는 재주가 있는 여자로서 알려져 있어, 미라와의 자매 관계를 알게 된 미카게가 그 갭으로인해 미라에게 의심의 눈을 돌렸을 정도. 다만 가정내에서는 운동이나 가사를 잘 못하는 약점이나 소수를 세는 것을 좋아하는 등의 기행도 보이고 있다.
키 160 cm. 12월 2일생. 궁수자리(인마궁).
코노하타 유코(木ノ幡 夕子)
성우 - 니시무라 치나미
미라의 어머니. 남편과 함께 문화제에 지학부의 출전을 보러 나타난다. 이때 아오의 어머니(시오리)와 연락처를 교환한다.
코노하타 아키라(木ノ幡 旭)
성우 - 호리 소시로
미라의 아버지. 아내와 둘이서 문화제를 보러 온다.
마나카 시오리(真中 詩織)
성우 - 카와스미 아야코
아오의 어머니. 안경을 쓰고 매우 침착한 여성.
스즈야 메구(鈴矢 芽)
성우 - 요리타 나츠
중학교 3학년(극중 1년차). 모에의 여동생. 언니보다 키가 크다.
키 168cm. 3월 14일생. 물고기자리(쌍어궁).
스즈야 하나(鈴矢 花)
성우 - 시노하라 에미
모에의 어머니. 여름방학의 임시 아르바이트로서 미라와 아오를 스즈야 베이커리에서 고용한다.
엔도 노보루(遠藤 昇)
성우 - 쿠스미 나오미
유키의 할아버지. 농가이며 JA의 모자를 필기로 JAXA로 바꿔적을 정도로 우주를 좋아한다.
엔도 타카노(遠藤 高子)
성우 - 타이라 마스미
유키의 할머니.
모리노 나츠에(森野 夏江)
성우 - 스즈키 레이코
마리의 할머니. 달의 토지를 구입해 거기에 자신의 무덤을 만드는 것이 꿈.

### '반짝별 챌린지' 관계자
토모리 아스카(友利 飛鳥)
성우  시모지 시노
오키나와 본섬에서 '반짝별 챌린지'에 참가한 고등학교 2학년(극중 2년째)로, 미라와 같은 광학반의 멤버.
마키타 시호(蒔田 史穂)
성우 - 이와미 마나카
규슈에서 '반짝별 챌린지'에 참가한 고등학교 2학년(극중 2년째)로, 미라와 같은 광학반의 멤버.
히로세 나오야(廣瀬 直也)
성우 - 츠치다 히로시
'반짝별 챌린지'의 주최자인 남성. 유키가 참가한 2007년의 '반짝별 챌린지'의 무렵부터 주최를 하고 있다.
하나시마 카즈히로(花島 和弘)
성우 - 카가미 리키
'반짝별 챌린지'의 지도역인 남성. 미라가 참가한 광학반의 관측을 서포트한다.
하야카와 카요코(早川 加代子)
성우 - 아마미 유리나
시호의 학교의 여성 교사로, 2007년의 '반짝별 챌린지'에서는 고교생 시절의 유키와 같은 반의 동료였다.
니시나(仁科)
2007년의 '반짝별 챌린지'에서, 고교생 시절의 유키와 하야카와가 참가했을 때 같은 반의 동료로, 당시는 모든 분야에 박식하고 호기심 왕성한 소녀였다고 한다.
아마네 네온(天音 ねおん)
아스카가 오시하는 여성 아이돌. 천문을 좋아하고 천문을 모티브로 한 곡을 발표하고 있다.

### 기타 등장인물
이토자키 하루카(糸崎 遥)
성우 - 타카오 카논
학원제 이후 이노 부장 체제에서 열린 천체성공 관망회에 참가한 조용한 여자아이. 도감으로 보는 것과 다르지 않은 밤하늘을 지루하게 생각하고 있었지만 아오의 해설로 흥미를 가진다.
사에키 리오(冴木 理緒)
성우 - 미네우치 토모미
이노세 마이가 참가한 일본 지학 올림픽 예선 회장에서 옆의 자리가 된 여고생.

## 서지 정보
- Quro 《사랑하는 소행성》 호분샤 〈망가 타임 KR 코믹스〉, 전 6권[22]
  1. 2018년 3월 27일 발매, ISBN 978-4-8322-4936-3
  2. 2019년 5월 27일 발매, ISBN 978-4-8322-7095-4
  3. 2020년 2월 27일 발매, ISBN 978-4-8322-7167-8
  4. 2021년 5월 27일 발매, ISBN 978-4-8322-7277-4
  5. 2023년 1월 26일 발매, ISBN 978-4-8322-7433-4
  6. 2024년 8월 27일 발매, ISBN 978-4-8322-9568-1

## TV 애니메이션
| 원작                | Quro |
| 감독                | 히라마키 다이스케 |
| 시리즈 구성         | 야마다 유카 |
| 캐릭터 디자인       | 야마자키 준 |
| 프롭 디자인         | 미야하라 타쿠야 |
| 미술 감독·미술 설정 | 나카무라 노리후미 |
| 색채 설계           | 이토 유카 |
| 촬영 감독           | 스기우라 세이이치 |
| 편집                | 츠보네 켄타로 |
| 음향 감독           | 타카데라 타케시 |
| 음악                | 이가 타쿠로 |
| 음악 프로듀서       | 니시베 마코토 |
| 음악 제작           | 플라잉 독 |
| 프로듀서            | 야마시타 신페이, 코바야시 히로유키 카마타 하지메, 이토 쇼세이 이케우치 노리후미, 아리미즈 소지로 사토 히로시, 타카다 유코 |
| 제작 프로듀서       | 코바야시 료 |
| 애니메이션 제작     | 동화공방 |
| 제작                | 호시자키 고교 지학부 |

원작 1권 수록 1화부터 4권 수록 예정인 38화까지를 그린 TV 애니메이션이 2020년 1월부터 3월까지 AT-X 등에서 방송되었다. 또한 각 화 방송 후에 미니 애니메이션 'Kira Kira 증간호!'가 방송되어 유튜브에서도 각 화 방송 후에 1주일 한정으로 공개되었다.

### 기획
원작자인 Quro에 의하면, 《망가 타임 키라라 캐럿》 2017년 7월호 게재의 제5화 시점에서 이미 애니메이션화의 타진이 있었다고 한다. 제27화를 게재한 2019년 2월 27일 발매한 《망가 타임 키라라 캐럿》 2019년 4월호에서 애니메이션화가 발표되었을 때에는, 연재 개시부터 애니메이션화까지의 빠름이 의외성을 가지고 받아들여졌다.
KADOKAWA 프로듀서 야마시타 신페이는 천체 사진을 취미로 하여 《호시나비》와 《천문 가이드》에 단골로 투고할 정도의 열성적인 천문 팬이기도 했기 때문에, 연재 제1화 시점부터 천문·지학을 소재로 한 본작에 주목하고 있었다고 해, 애니메이션화하고 싶은 소망을 가지면서 히트를 치기 어려운 장르였기 때문에 엉거주춤하던 중 《망가 타임 키라라 캐럿》 2018년 2월호 게재의 제13화에서 주요 등장인물들이 장래의 꿈을 이야기하는 장면에서 사쿠라이 미카게(사쿠라)가 모리노 마리(먼로)에게 말한 "자신의 꿈을 주저하지 마라"라는 말에 기획을 동화공방에 반입했다고 말했다.
감독 히라마키 다이스케, 시리즈 구성 야마다 유카, 애니메이션 제작 동화공방 등 2019년 1월부터 3월까지 방영된 TV 애니메이션 《나에게 천사가 내려왔다!》 제작진이 재집결했다. 본작의 제1화의 엔드 카드에는, 《나에게 천사가 내려왔다!》의 원작자인 무쿠노키 나나츠가 일러스트를 투고했다.
제작협력으로 AstroArts/호시나비, 빅센, 일본 국립천문대가 참여하고 있으며, 자료협력으로 원작에도 등장한 산업기술총합연구소 지질조사종합센터 지질표본관, 국토교통성 국토지리원, 세이분도신코샤, 우주항공연구개발기구(JAXA)가 협력하고 있으며 원작에서는 흐려졌던 제품명이나 서적명 일부도 실재 사물로 대체되었다.

### 주제가
걸어가자!(歩いていこう!)
토야마 나오에 의한 오프닝 테마. 작사·작곡은 카와시마 아이, 편곡은 이가 타쿠로.
밤하늘(夜空)
스즈키 미노리에 의한 엔딩 테마. 작사는 사카무라 사와미, 작곡·편곡은 h-wonder.
저 별 저편에(あの星の向こうに)
제4화 엔딩 테마. 작사·작곡·편곡은 이가 타쿠로. 노래는 코노하타 미라(타카야나기 토모요).
너와 함께 본 별(君と見た星)
제9화 삽입곡. 작사·작곡·편곡은 이가 타쿠로. 노래는 마나카 아오(야마구치 메구미)

### 방영 목록
| 화수  | 제목                                          | 각본                 | 그림 콘티            | 연출                                 | 작화 감독 | 총작화 감독                                   | 방송일         |
| ----- | --------------------------------------------- | -------------------- | -------------------- | ------------------------------------ | --- | --------------------------------------------- | -------------- |
| 01.   | 二人の約束 둘만의 약속                        | 야마다 유카          | 히라마키 다이스케    | 히라마키 다이스케                    | 야노 모모코 야마자키 준 | 야마자키 준                                   | 2020년 1월 3일 |
| 02.   | 河原の天の川 강변의 은하수                    | 야마다 유카          | 후쿠다 미치오        | 후지이 타카후미                      | 오사메 타케시 오다 케이몬 스케가와 히로히코 나카지마 다이치 야마자키 준 | 마츠우라 마이                                 | 1월 10일       |
| 03.   | 思い出はたからもの 추억은 보물                | 사카이 후미요        | 세키노 세키쥬        | 세키노 세키쥬                        | 야노 모모코 이타쿠라 켄 키타지마 유키 마츠이 쿄스케 스가와라 미치요 우에노 사야카 乘冨 梓                                                                                   | 스기타 마루미 키쿠나가 치사토 카이호 히토미   | 1월 17일       |
| 04.   | わくわく! 夏合宿! 두근두근! 여름 합숙!        | 히라마키 다이스케    | 히라마키 다이스케    | 유이 미도리                          | 키쿤 오사메 타케시 오다 케이몬 나카지마 다이치 나가오 케이고 coge 무토 아즈사 마츠우라 마이 후지타 신야 하타케야마 하지메 미야노 타케루                                     | 야마자키 준                                   | 1월 24일       |
| 05.   | それぞれの夏休み 각자의 여름방학              | 사카이 후미요        | 미츠코시 잇세이      | 미츠코시 잇세이                      | 사와이 슌 소데야마 아사미 야마노 마사아키 치바야마 나츠에 야노 모모코 오츠지 히로아키 스가와라 미치요 乘冨 梓                                                               | 마츠우라 마이 키쿠나가 치사토 카이호 히토미   | 1월 31일       |
| 06.   | 星咲祭! 호시자키제!                           | 야마다 유카          | 시마즈 아키토시      | 김성민                               | 키쿤 마츠우라 마이 사와이 슌 오다 케이몬 오사메 타케시 나가오 케이고 나카지마 다이치 야자마키 테루히코 스가와라 미치요 乘冨 梓                                              | 스기타 마루미 키쿠나가 치사토 키쿠치 마사요시 | 2월 7일        |
| 06.5. | 振り返り KiraKira特別号 돌이켜 KiraKira특별호 | (제1화-제6화 총집편) | (제1화-제6화 총집편) | (제1화-제6화 총집편)                 | (제1화-제6화 총집편) | (제1화-제6화 총집편)                          | 2월 14일       |
| 07.   | 星空はタイムマシン 별이 뜬 밤하늘은 타임머신  | 사카이 후미요        | 사야마 키요코        | 유이 미도리                          | 야노 모모코 야마노 마사아키 사와이 슌 오츠지 히로아키 coge 오다 케이몬 아츠미 토모야 스가와라 미치요 우에노 사야카                                                          | 야마자키 준                                   | 2월 21일       |
| 08.   | 冬のダイヤモンド 겨울은 다이아몬드            | 야마다 유카          | 요시카와 히로아키    | 하라구치 히로시 나오야 타카시 김성민 | 아츠미 토모야 오츠지 히로아키 사와이 슌 오사메 타케시 coge 나카지마 다이치 나가오 케이고 후지타 신야 야마노 마사아키 야노 모모코 스가와라 미치요 야마자키 테루히코          | 마츠우라 마이 키쿠나가 치사토 카이호 히토미   | 2월 28일       |
| 09.   | 本当の気持ち 진짜 속마음                      | 사카이 후미요        | 요시카와 히로아키    | 아라이 노부요시 유이 미도리          | 야마노 마사아키 아츠미 토모야 야노 모모코 사와이 슌 후지타 신야 나카지마 다이치 마츠우라 마이 나가오 케이고 야마자키 테루히코 스가와라 미치요 우에노 사야카 나가타 후미히로 | 스기타 마루미 키쿠나가 치사토 카이호 히토미   | 3월 6일        |
| 10.   | 雨ときどき占い 비 때때로 점괘                 | 사카이 후미요        | 시마즈 아키토시      | 나오야 타카시                        | 소데야마 아사미 스즈키 아야노 오츠지 히로아키 요시카와 마호 오사메 타케시 야노 모모코 야마노 마사아키 나카모토 나오                                                         | 야마자키 준                                   | 3월 13일       |
| 11.   | きら星チャレンジ! 반짝별 챌린지!              | 야마다 유카          | 사야마 키요코        | 유이 미도리                          | 아츠미 토모야 사와이 슌 오사메 타케시 야마노 마사아키 야노 모모코 키쿤 나가오 케이고 오츠지 히로아키 스가와라 미치요 우에노 사야카 야마자키 테루히코                        | 마츠우라 마이 키쿠나가 치사토 카이호 히토미   | 3월 20일       |
| 12.   | つながる宇宙 이어지는 우주                    | 야마다 유카          | 히라마키 다이스케    | 히라마키 다이스케                    | 키쿤 나가오 케이고 아츠미 토모야 오츠지 히로아키 사와이 슌 후지타 신야 야마노 마사아키 야노 모모코 야마자키 준 스기타 마루미                                                | 야마자키 준 스기타 마루미 마츠우라 마이       | 3월 27일       |

### 내용주
1. ↑  KADOKAWA, 호분샤, 동화공방, 플라잉 독, AT-X, 카도카와 미디어하우스, 레이, GRANTdesign[24]

### 참조주
1. ↑  “「エクソシストと首輪の悪魔」「恋する小惑星」キャラットで2本の新連載”. 《コミックナタリー》 (ナターシャ). 2017년 1월 29일. 2019년 12월 6일에 확인함.
2. ↑  “作者本人のツイート”. 2018/04/06에 확인함.
3. 1 2 3 4 5 6 7  Quro (2018년 8월 25일). 《『織姫ナンバー2』から『恋する小惑星』までのキセキ――Quro先生インタビュー》. 《まっしろライター》 (일본어).  인터뷰어: ましろ. 2020년 1월 13일에 확인함.
4. 1 2 3  『月刊星ナビ』2020年2月号, 18쪽.
5. 1 2  『月刊星ナビ』2020年2月号, 20쪽.
6. ↑  “Chiorin! no.19” (pdf). NPO法人地学オリンピック日本委員会. 2018년 5월 20일. 2020년 1월 28일에 확인함.
7. ↑  『月刊星ナビ』2020年2月号, 18–19쪽.
8. 1 2  『月刊星ナビ』2020年2月号, 19쪽.
9. ↑  『月刊星ナビ』2020年2月号, 21쪽.
10. 1 2 3 4 5 6 7 8 9 10 11 12 13 14 15 16 17 18 19  “Staff&Cast”. 《TVアニメ「恋する小惑星」公式サイト》. 2019년 10월 27일에 원본 문서에서 보존된 문서. 2019년 10월 28일에 확인함.
11. ↑  『月刊星ナビ』2020年2月号, 18, 20쪽.
12. 1 2  “Character 木ノ幡みら”. 《TVアニメ「恋する小惑星」公式サイト》. 星咲高校地学部. 2020년 3월 1일에 원본 문서에서 보존된 문서. 2020년 3월 1일에 확인함.
13. 1 2  “Character 真中あお”. 《TVアニメ「恋する小惑星」公式サイト》. 星咲高校地学部. 2020년 3월 1일에 원본 문서에서 보존된 문서. 2020년 3월 1일에 확인함.
14. ↑  テレビアニメ版、第1話アイキャッチ。
15. 1 2  “Character 猪瀬舞”. 《TVアニメ「恋する小惑星」公式サイト》. 星咲高校地学部. 2020년 3월 1일에 원본 문서에서 보존된 문서. 2020년 3월 1일에 확인함.
16. 1 2  “Character 桜井美景”. 《TVアニメ「恋する小惑星」公式サイト》. 星咲高校地学部. 2020년 3월 1일에 확인함.[깨진 링크(과거 내용 찾기)]
17. 1 2  “Character 森野真理”. 《TVアニメ「恋する小惑星」公式サイト》. 星咲高校地学部. 2020년 3월 1일에 원본 문서에서 보존된 문서. 2020년 3월 1일에 확인함.
18. 1 2  《TVアニメ「恋する小惑星」PV第2弾》. 《YouTube》. 2019년 12월 6일에 확인함.
19. ↑  Quro [uoaaaoi] (2020년 10월 15일). “10/2はすずの誕生日でした　遅くなりましたがおめでとう～” (트윗). 2022년 1월 30일에 확인함.
20. ↑  TVアニメ「恋する小惑星」公式ツイッター [koiastv] (2021년 10월 2일). “HAPPYBIRTHDAY 本日10月2日はスズヤベーカリーの看板娘でリサーチ得意なすずのお誕生日です‼ お誕生日おめでとうございます” (트윗). 2022년 1월 30일에 확인함.
21. 1 2  텔레비전 애니메이션 BD/DVD 제1권 북렛.
22. ↑  “恋する小惑星 既刊一覧”. 芳文社. 2023년 1월 26일에 확인함.
23. 1 2 3 4 5 6  “恋する小惑星：テレビアニメが2020年1月スタート 動画工房が制作 「きららキャラット」の4コマが原作”. 《まんたんウェブ》. 2019년 7월 26일. 2019년 7월 26일에 확인함.
24. ↑  TV 애니메이션판 엔딩 크레딧.
25. ↑  “恋する小惑星”. 《AT-X》. エー・ティー・エックス. 2020년 1월 7일에 확인함.
26. 1 2  tito_의 트윗 (1213110016367923200)
27. ↑  koiastv의 트윗 (1213106688380874753)
28. ↑  “「もうアニメ化!? めっちゃ早くて嬉しい」『きららキャラット』連載中『恋する小惑星』アニメ化に歓喜の声続出”. 《ダ・ヴィンチニュース》. KADOKAWA. 2019년 3월 23일. 2020년 1월 12일에 확인함.
29. ↑  『月刊星ナビ』2020年1月号, p. 11; 『メガミマガジン』2020年4月号, p. 28.
30. ↑  『メガミマガジン』2020年4月号, 28–29쪽.
31. ↑  『メガミマガジン』2020年4月号, 28쪽.
32. ↑  “「恋する小惑星」20年1月放送決定 平牧大輔監督、動画工房ほか「わたてん」スタッフ再集結”. 《映画.com》. エイガ・ドット・コム. 2019년 9월 2일. 2020년 1월 14일에 확인함.
33. ↑  TVアニメ「恋する小惑星」公式ツイッター [koiastv] (2020년 1월 3일). “01．「二人の約束」のエンドカードは、椋木ななつ先生にご担当いただきました!!” (트윗). 2020년 1월 14일에 확인함.
34. ↑  “オープニング主題歌”. 《TVアニメ「恋する小惑星」公式サイト》. 2020년 2월 28일에 원본 문서에서 보존된 문서. 2019년 12월 6일에 확인함.
35. ↑  “エンディング主題歌”. 《TVアニメ「恋する小惑星」公式サイト》. 2020년 2월 28일에 원본 문서에서 보존된 문서. 2019년 12월 6일에 확인함.